# Larme de verre

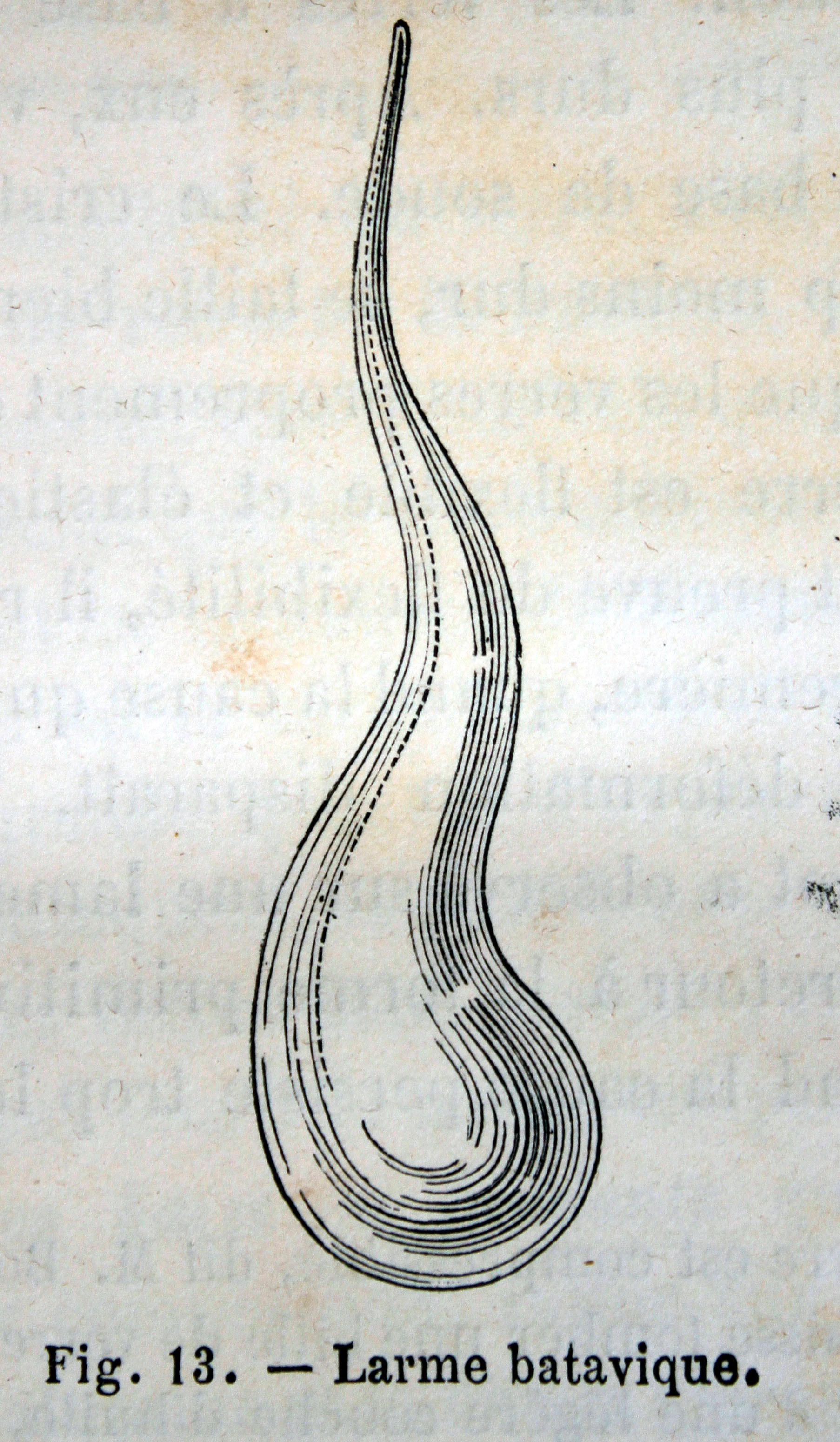
Illustration de l'ouvrage :
Les merveilles de l'industrie ou, Description des principales industries modernes par Louis Figuier - Tome I.

Une larme de verre, larme du verrier ou larme batavique est un petit objet de verre connu pour la particularité physique de se pulvériser quand sa pointe est rompue, alors qu'il est par ailleurs très résistant aux chocs. On le qualifie aussi de batavique car c'est en Hollande qu'on a commencé à en fabriquer.
Cette larme est réalisée en laissant tomber du verre en fusion (autour de 1 500 °C) dans de l'eau froide. Elle prend alors une forme assez semblable à celle d'une larme, avec une partie oblongue s'amenuisant en un petit filet plus ou moins long. À la rupture de cette extrémité, les tensions provoquées par le refroidissement rapide sont libérées et toute la larme se transforme avec un grand bruit en une myriade d'infimes éclats.

## Propriétés physiques
Les tensions au sein d'une larme batavique sont importantes,.
La larme, avant d'atteindre l'eau, est chaude, à viscosité faible. Au contact de l'eau, la surface se refroidit immédiatement, se contracte (par effet de dilatation thermique) et voit sa viscosité augmenter brutalement. En se contractant, elle comprime le cœur de la goutte. Mais le cœur, encore chaud et fluide, relaxe cette contrainte rapidement, et suit la contraction de la surface par cet effet. Au moment où le cœur lui-même se refroidit, il voudrait se contracter davantage par effet de dilatation thermique, mais la surface l'en empêche: elle est de viscosité trop élevée pour relaxer la contrainte que cela induit. Le cœur induit donc des contraintes de compression à la surface qui en échange induit des contraintes de traction dans le cœur. Ce phénomène est le même que celui utilisé pour la trempe thermique des verres, mais est plus violent pour la larme (le verre trempé étant refroidi à l'air et non à l'eau froide). 
Pour qu'un verre casse, il faut qu'une fissure s'y propage. Cela n'est possible que si la fissure subit une contrainte de traction seuil définie par la ténacité du verre. La larme aura surtout des fissures à sa surface (issu de sa manipulation, des poussières, etc...), mais sa surface est en compression. Cela signifie qu'avant d'atteindre une contrainte de traction suffisante pour propager une fissure, il faut déjà appliquer une contrainte de traction annulant la compression de surface due à la trempe. De ce fait, la larme a une résistance mécanique exceptionnelle comparée à un verre ordinaire.  
En revanche, si une fissure atteint le cœur, ce qui arrive si on coupe la queue de la larme, elle va entrer dans une zone où la contrainte de traction dépasse largement celle nécessaire à sa rupture: elle a plus d'énergie qu'il lui en faut pour se propager. Pour dissiper ce trop plein d'énergie, la fissure augmente sa surface par « branchement de fissure », ce qui produit de petits fragments de verre. Les fragments étant petits (donc de masse faible) et la propagation de fissure rapide (plusieurs milliers de m/s) , la goutte explose alors de façon impressionnante.